# 日本特殊教育学会
一般社団法人日本特殊教育学会(にほんとくしゅきょういくがっかい)は、特殊教育、特に障害児教育（特別支援教育）の科学的研究の進歩発展を図ることを目的とし、全ての障害種とその関連領域を含む、1963年(昭和38年)に設立された学術団体である。英文名は"The Japanese Association of Special Education" である。英文略称は"JASE"である。平成25年度には第51回大会が開催され、正会員数は4,258名である。
和文機関誌「特殊教育学研究」、英文機関誌として「Journal of Special Education Research 」を刊行。若手研究者の研究奨励を目的として、平成元年度から「日本特殊教育学会研究奨励賞」が、また平成16年度からは、多くの会員が所属するさまざまな実践現場での研究を推進するため「日本特殊教育学会実践研究賞」が設けられ、機関誌に掲載された優れた論文に対して賞を授与している。

## 沿革
1963年（昭和38年） - 学会設立のために、尾島碩心、榊原清、西谷三四郎らが世話人となり、学会の初代理事長は城戸幡太郎。11月23日に設立総会と研究発表会を兼ねて、日本特殊教育学会第1回大会が東京教育大学（筑波大学）で開催された。

## 部会
部会は昭和59年度までは、8つの部会に分かれていたが、昭和60年度から、重度重複障害教育部会が新設され9部会になった。部会名については、平成5年度より、精神薄弱教育部会が精神遅滞教育部会に改定された。

## 機関誌
「特殊教育学研究」は、昭和39年3月に創刊号が刊行され、当初は年間１号の発行であったが、昭和42年度からは年間2号、昭和44年度からは3号、昭和54年度から年間4号と徐々に充実していった。その後会員からの要望もあり、平成4年度から掲載論文の種類として「実践研究」が設けられ、これを第５号特集号として発刊することになった。しかし平成13年度からは特集号としての体裁をやめ、１号から５号の中で他の論文とともに掲載されることとなった。さらに、平成12年度からは、我が国特殊教育学研究の海外への発信を積極的に行うため、英文特集号が第６号として発行され、今日に至っている。

## 加盟団体
- 日本心理学諸学会連合